# ليتشغاينفارواي (أنغلزي)
ليتشغاينفارواي (بالإنجليزية: Llechgynfarwy) هي منطقة سكنية تقع في ويلز في أنغلزي. التابعة للمملكة المتحدة